# Júlio César Leal
Júlio César Leal, född 13 april 1951, är en brasiliansk tidigare fotbollsspelare och tränare.
Júlio César Leal var tränare för tanzaniska landslaget 2006.